# Galism
Galism – Crazy in Love (jap. ギャリズム ~恋愛上等3姉妹~ Gyarizumu: Ren'ai Jōtō 3 Shimai) ist eine Manga-Serie der japanischen Zeichnerin Mayumi Yokoyama. Der Manga richtet sich an Mädchen, lässt sich also dem Shōjo-Genre zuordnen. Die Liebeskomödie handelt von drei Schwestern, die, als ihre Eltern auf eine Weltreise gehen, auf sich allein gestellt sind.

## Handlung
Da sich ihre Eltern zu einer Weltreise entschlossen haben, haben die drei Schwestern Yuri (17), Nobara (16) und Ran Ugajin (15) sturmfreie Bude. Während Ran die vernünftigste der drei Schwestern ist, ist Nobara ein narzisstisch veranlagtes Partygirl. Yuri, die früher wild und aufsässig war, aber ruhiger geworden ist, geht in dieselbe Klasse wie Nobara, weil sie wegen ihrer „nächtlichen Ausflüge“ ein Schuljahr wiederholen musste.
Sie trinken auf ihre Freiheit, woraufhin ein alter Mann auftaucht, der ihren Eltern 50 Millionen Yen für die Reise geliehen hat und von den Schwestern nun eine Gegenleistung dafür fordert. Sie sollen sich um seinen Enkel kümmern. Dieser entpuppt sich als der gut aussehende und eher konservativ eingestellte Kent Suenaga, der Enkel des Gründers der Manten-Oberschule, auf die die drei Schwestern gehen, und der die Privatschule erben wird. Die Schuldirektorin ist Kents Stiefmutter. Sie möchte verhindern, dass Kent einmal die Schule erbt, und intrigiert gegen ihn. Stattdessen soll ihr eigener Sohn Yudai Araki das Erbe antreten.
Um Ordnung zu schaffen, sollen die Schwestern für Frieden auf der Schule sorgen und unter anderem Reparaturen durchführen und Graffiti übermalen. Sie sollen auch potentielle Störenfriede ausspionieren, damit man diese vorzeitig der Schule verweisen könne. Einer dieser Störenfriede ist Yudai Araki, den Ran ausspionieren soll. Ran, die im Gegensatz zu ihren Schwestern noch keine Liebeserfahrungen hat, verliebt sich in ihn, als er sie vor drei Typen rettet. Die beiden kommen zusammen, was Kent ganz und gar nicht begeistert, weil er selbst in Ran verliebt ist, was diese nicht weiß. Ihre Schwester Nobara wird daraufhin neidisch und möchte Kent für sich. Yuri hingegen hat diesbezüglich keine Probleme, da sie mit dem Schulpsychologen Tsukiyama glücklich ist. Doch sie sind nicht zusammen, da Lehrer und Schüler keine Beziehung eingehen dürfen.

## Veröffentlichungen
Galism erschien in Japan von 2004 bis 2007 in Einzelkapiteln im Manga-Magazin Betsucomi. Dessen Verlag Shōgakukan brachte diese Einzelkapitel von März 2005 bis März 2007 auch in sechs Sammelbänden heraus.
Panini erwarb die Lizenz für die Veröffentlichung in mehreren Sprachen in Europa. Die deutschsprachigen Sammelbände erschienen von Juni 2006 bis Februar 2008 vollständig beim deutschen Panini-Label Planet Manga. Die Übersetzung stammt von Cäcilia Winkler. Darüber hinaus veröffentlichte Panini die Serie in Frankreich, Italien, Spanien, Portugal und Brasilien.

## Rezeption
Neben dem Zeichenstil, der mit seinen „oval-plastischen Augen“ an die Geschichten von Kazumi Yuana oder Miwa Ueda erinnere, könne Galism mit einer originellen Geschichte überzeugen, so die deutsche Zeitschrift AnimaniA. Die Charaktere seien ausgefeilt und der Alltag an einer etwas anderen japanischen Oberschule werde „auf lustige Art“ und mit vielen Super-Deformed-Szenen aufgepeppt erzählt.